# Partido Socialista Serbio de Bosnia y Herzegovina
El Partido Socialista Serbio de Bosnia y Herzegovina (Serbio: Социјалистичка Партија; Bosnio: Socijalistička partija) es un partido político serbio de Bosnia y Herzegovina. Después de firmar los Acuerdos de Dayton, el partido se convirtió en un opositor del régimen de Radovan Karadžić y del Partido Democrático Serbio.
En las elecciones generales de Bosnia y Herzegovina de 2002 el partido obtuvo el 1,9% del voto popular y 1 de los 42 escaños en la Cámara de Representantes de Bosnia y Herzegovina y 3 de 83 en la Asamblea Nacional de la República Srpska. Se cambia el nombre a simplemente Partido Socialista (Socijalistička Partija) después de entrar en la escena política en Bosnia y Herzegovina.
En las elecciones generales de Bosnia y Herzegovina de 2006 el partido perdió su escaño en la Cámara de Representantes de Bosnia y Herzegovina, pero ganó 3,70% de los votos y mantuvo sus 3 escaños en la Asamblea Nacional de la República Serbia.